# 天津联合期货交易所
天津联合期货交易所，简称天津联交所、天交所，是天津市1990年代时期曾经存在的一家期货交易所。1994年曾获得中国证监会试点资格，在1998年整顿中被要求关停，并在2000年重组为一德证券经纪有限公司。

## 历史沿革
1991至1993年，天津市相继创立了天津钢铁炉料批发交易市场、北洋（天津）钢材批发交易市场、中国北方食糖批发市场、天津纺织材料批发市场、天津石化交易中心等多个大宗商品批发市场。这些市场先后引入期货机制，推出中、远期合约交易。

### 第一次全国整顿
1993年下半年，天津市政府批准天津金属交易所、北洋（天津）商品交易所、天津商品交易所相继挂牌，逐步推出线材、白糖、天津红小豆、铜、铝等期货标准合约。同年，国务院授权中国证券业监督管理委员会对全国期货市场进行清理整顿。
1994年10月，证监会决定将当时全国各地总计约50家期货交易所缩减至15家。天津市政府根据当时政策和天津地区的交易所的运作情况，在决定以联合的方式扩大交易规模，组建天津联合期货交易所，因此在12月28日获得了试点期货交易所资格，但天津联合期货交易所最终未能按预定方案进行实质性整合。
1994年9月，天津联合交易所于率先推出红小豆期货合约进行交易，交易标的物为可在东京谷物交易所替代交割的“天津红小豆”，其他品种的红小豆可贴水交割。
1995年5至6月，天津联合期货交易所在红小豆期货交易中发生了大户操纵、哄抬价格、多空逼仓的严重违规事件，造成恶劣影响。中国证监会立案调查并确认，天津联交所为了扩大交易量，纵容河南三读期货经纪有限公司操纵市场，最终酿成风险事件。此外，中国证监会认定天津联交所在合并过程弄虚作假、应付监管部门，未真正合并。证监会决定责令天津联交所暂时停止推出各期货品种（包括试运行品种）新的月份的期货合约，原已进行交易的月份合约可继续进行交易；限期三个月按会员制和“统一机构、统一结算、统一财务”的要求重新合并。
1997年，天津联合期货交易所的总交易合约1597.8万张，成交额5,665亿元，日均成交23.5亿元，年增长49%，占全国市场份额的9.3%，在全国14个交易所的排名中，由上年的第7位上升到第4位。其主要品种天津红小豆的交易量超过了日本东京谷物交易所，具备了一定的国际定价权。

### 第二次全国整顿
1998年8月1日，国务院下发了《关于进一步整顿和规范期货市场的通知》要求中国证券监督委员会对期货市场进一步整顿，对当时存续的14的家交易所进行撤销及合并，最后精简为上海、大连和郑州3家交易所，当时交易量居全国第四的天津联合期货交易所被关停。为平衡各方利益，证监会在关闭交易所的同时将发放证券公司的营业牌照以作补偿。由于当时证券公司普遍盈利，故各地方政府易于接受。天津市政府决定将天津联合期货交易所资金清退并改组为证券经纪公司，12月证监会批准了相关方案。

## 后续
2000年，中国证监会批准原天津联合期货交易所改组及筹建证券经纪公司的方案，同意在原天津联合期货交易所人员的基础上，改组拟筹建天津一德证券经纪有限责任公司。一德证券日后更名为天勤证券经纪有限公司，在2005年11月29日因挪用客户交易结算资金为大股东道勤控股有限公司提供融资，数额较大，被证监会取消证券业务许可，并责令其关闭。
2007年3月全国两会期间，全国人大代表、天津市发改委主任李亚力建议，应恢复设立天津期货交易所。4月，天津市副市长崔津渡回应称，天津尚未考虑恢复期货交易所。